# Fargesia mali
Fargesia mali är en gräsart som beskrevs av Tong Pei Yi. Fargesia mali ingår i släktet bergbambusläktet, och familjen gräs. Inga underarter finns listade i Catalogue of Life.